# Elisa Lavia
Elisa Lavia (Martignacco, 9 febbraio 1979) è un'ex calciatrice italiana, di ruolo difensore.

## Carriera
Nella prima parte della carriera Lavia indossa la maglia del Tavagnacco, squadra con la quale è in rosa almeno dalla stagione 1998-1999, giocando nel ruolo di attaccante. Rimane legata alla società fino alla 2003-2004, contribuendo alla storica promozione in Serie A al termine della stagione 2001-2002.
Durante il calciomercato estivo 2004 si trasferisce al Chiasiellis sposando l'avventura della squadra con sede nel comune di Mortegliano e ricominciando dalla Serie B, allora terzo livello del campionato italiano femminile di calcio. Già alla sua prima stagione, la 2004-2005, con la nuova squadra si guadagna la promozione campionato chiudendo al primo posto il girone B, e dopo due stagioni in Serie A2 ottiene un nuovo salto di livello, pur chiudendo al secondo posto il girone B del campionato 2006-2007, a completamento organico.
Nelle cinque stagioni successive tutte in Serie A, matura con la maglia del Chiasiellis 101 presenze siglando 8 reti.
Nell'estate 2012 decide di accasarsi al Pordenone disputando altre due stagioni in Serie A, marcando con la squadra in tenuta neroverde altre 44 presenze prima di decidere il ritiro dal calcio giocato.